# Grønt bælte
Et grønt bælte er i britisk byplanlægning et koncept for at kontrollere byers vækst. Det første grønne bælte blev oprettet i 1955 rundt om London af boligminister Duncan Sandys. Konceptet består af at der oprettes en ring rundt byer hvor det er restriktioner på byggeri, så man beholder naturområder. 

## Politik
Den politik som ligger bag grønne bælter stammer fra regeringens Planning Policy Guidance Note 2: Green Belts, et dokument om reguleringspolitik. Lokale myndigheder er ikke bundet af dokumentet, men bliver stærkt anbefalet at følge principperne når de vurderer reguleringsændringer som kan føre til urbanisering af nye områder, eller når de har planer om at indføre et grønt bælte. 
Det er defineret fem mål for grønne bælter:
- At stoppe uhindret spredning af store, tæt bebyggede områder
- At hindre nabobyer i at smelte sammen
- At beskytte landsbyer mod at blive inddraget i byerne
- At bevare historiske byers specielle karakter
- At bidrage til byfornyelse ved at opfordre til genbrug af ejendomme frem for nybygning

Det man anser for at være de bedste fordele og muligheder med grønne bælter er:
- Mulighed for at finde åbne naturområder nær byerne
- Mulighed for fritidsaktiviteter i naturen
- Bevaring af oprindeligt landskab
- Sikring af miljøinteresser
- Bevaring af dyrket mark, skov og anden ejendom knyttet til primærnæringer

## Områder med grønne bælter i England
I 2003 udgjorde 14 områder med grønne bælter omkring 13 procent af Englands areal. Områderne opstillet efter størrelse:
| Størrelse (km²) | Byer                                                                      |
| --------------- | ------------------------------------------------------------------------- |
| 5.133           | London (The Metropolitan Green Belt)                                      |
| 2.578           | North West (Merseyside og Greater Manchester)                             |
| 2.556           | South Yorkshire og West Yorkshire                                         |
| 2.315           | West Midlands                                                             |
| 825             | South west Hampshire og South east Dorset (Bournemouth/Poole, New Forest) |
| 688             | Avon (Bristol og Bath)                                                    |
| 663             | Tyne and Wear                                                             |
| 618             | Nottingham og Derby                                                       |
| 441             | Stoke-on-Trent                                                            |
| 350             | Oxford                                                                    |
| 267             | Cambridge                                                                 |
| 262             | York                                                                      |
| 70              | Gloucester og Cheltenham                                                  |
| 7               | Burton upon Trent og Swadlincote                                          |
| 16.766 Total    |                                                                           |